# Xã Summerfield, Quận Monroe, Michigan
Xã Summerfield (tiếng Anh: Summerfield Township) là một xã thuộc quận Monroe, tiểu bang Michigan, Hoa Kỳ. Năm 2010, dân số của xã này là 3.308 người.